# 渉外
| ウィキペディアには「渉外」という見出しの百科事典記事はありません（タイトルに「渉外」を含むページの一覧/「渉外」で始まるページの一覧）。 代わりにウィクショナリーのページ「渉外」が役に立つかもしれません。 |